# Slavija Osijek
Sportski Klub Slavija Osijek was een Kroatische voetbalclub uit Osijek.
Sportski Klub Slavija Osijek werd in 1916 opgericht en speelde acht seizoenen in de Prva Liga. De club hield op te bestaan toen in 1941 de Onafhankelijke Staat Kroatië gesticht werd en werd na de Tweede Wereldoorlog niet meer heropgericht.

## Bekende oud-spelers
- Franjo Glaser
- Gustav Lechner
- Ernest Dubac